# Cuverville (Calvados)
Cuverville é uma comuna francesa na região administrativa da Normandia, no departamento de Calvados. Estende-se por uma área de 2,01 km². Em 2010 a comuna tinha 2 260 habitantes (densidade: 1 124,4 hab./km²).